# 测绘科学 (期刊)
《测绘科学》创刊于1976年，是中国大陆基础科学类月刊，编辑部位于北京市。此刊物由中国测绘科学研究院主办。
《测绘科学》在2018年被中华人民共和国国家新闻出版广电总局新闻报刊司评为2017年全国“百强报刊”。